# Jørn H. Hurum
Jørn Harald Hurum, född 4 november 1967 i Drammen, är en norsk paleontolog och vetenskapsjournalist. Hurum är utbildad ryggradsdjurpaleontolog och anställd som universitetslektor (førsteamanuensis) vid Geologisk museum vid Universitetet i Oslo. Hans arbete har varit inriktat på dinosaurier, tidiga däggdjur och svanödlor. 

## Vetenskapsjournalistik och forskning
Dinosaurieforskeren Jørn H. Hurum är känd som en medieprofilerad förmedlare av populärvetenskap inom sitt fält. Han har skrivit fyra faktaböcker, däribland Menneskets utvikling (2004) och Stein (2007), och varit programledare i Jørns hjørne i TV-programmet Newton (2001-2002) och i radioprogrammet Hurum og Ødegaard i Kanal24 (tillsammans med astrofysikern Knut Jørgen Røed Ødegaard). Han har för övrigt skrivit fler än 50 populärvetenskapliga artiklar för olika medier. Han har också varit ledare och sakkunnig för flera utställningar på Naturhistorisk museum.
År 2007 blev Hurum världskänd för upptäckten av monsterödlan från Svalbard, även kallad Predator X, som är världens största kända pliosaur. Den 19 maj 2009 presenterade Hurum och norska forskare ett 47 miljoner år gammalt fossil av en halvapa som den felande länken för världspressen i New York. Fossilet visar det 95 procent intakta skelettet av världens äldsta kända apa, Darwinius masillae, populärt kallad Ida efter Hurums dotter.

## Utmärkelser
Tillsammans med Hans Arne Nakrem och Geir Søli mottog Jørn H. Hurum 2001 Universitetet i Oslos formidlingspris. År 2003 mottog Hurum också Norsk Geologisk Forenings formidlingspris (Toffenprisen) och 2008 blev han korad till heders-Nysgjerrigper för god forskningsförmedling till barn och unga.

### Nät-TV
- Først & sist (3 september 2004)

## Fotnoter
1. ↑  Store norske leksikon, Store norske leksikon-ID: Jørn_Harald_HurumStore_norske_leksikon.[källa från Wikidata]
2. ↑  Сайт музея естественной истории Университета Осло (på ryska), läs online.[källa från Wikidata]
3. ↑  Jørn Hurum presenterer «The Link» 2009
4. ↑  Jørn Hurum Æresnysgjerrigper 2008 Arkiverad 20 juni 2011 hämtat från the Wayback Machine.